# Castelo de Ringberg

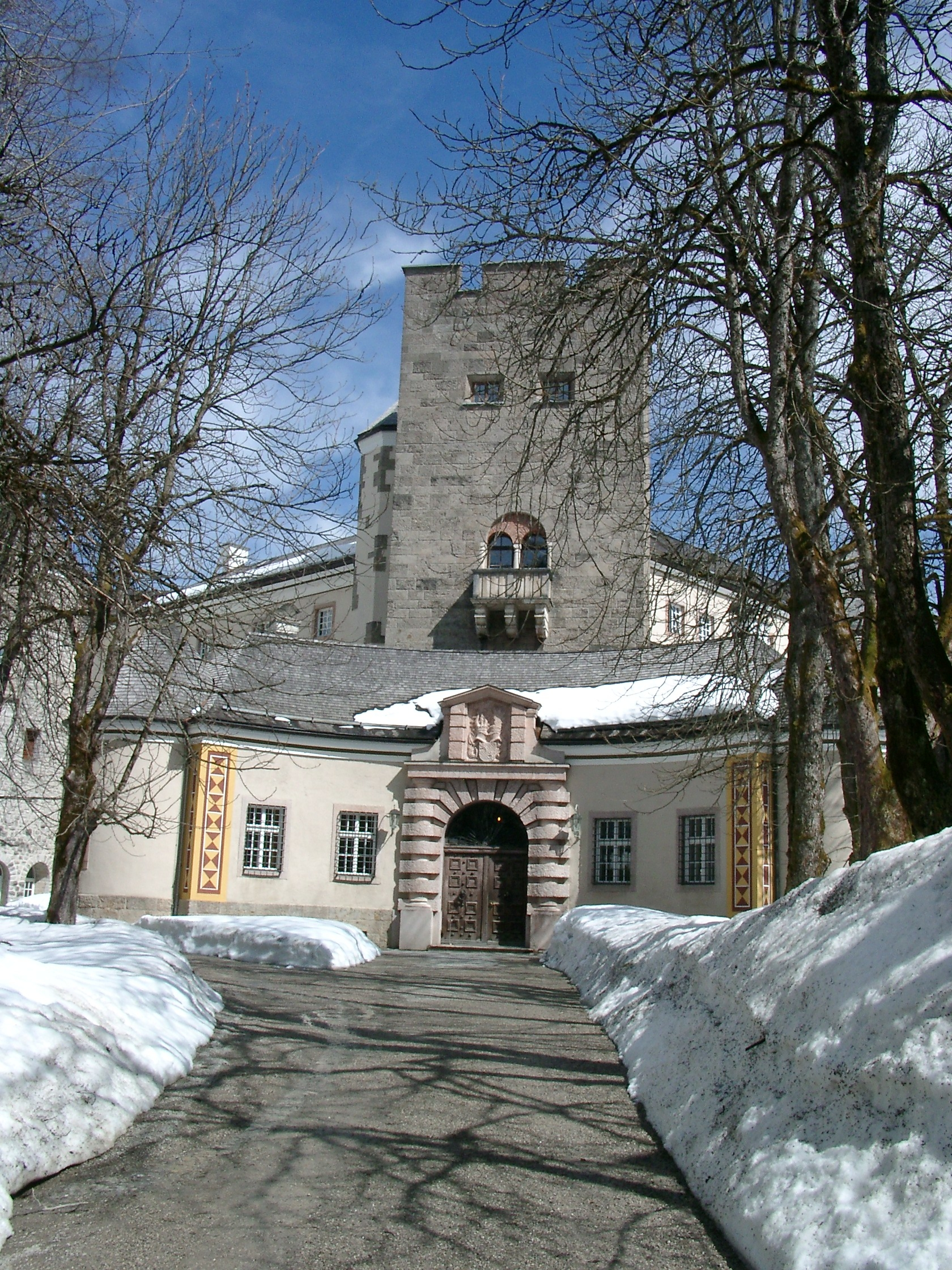
Schloss Ringberg

O Schloss Ringberg (Castelo de Ringberg), cujo aspecto geral pode ser visto aqui, é um palácio da Alemanha situado nos Alpes Bávaros, 50 km a sul de Munique, no sopé duma colina com vista para Tegernsee. O palácio, propriedade privada do Instituto Max Planck, não se encontra aberto ao público em geral, sendo usado para conferências.

## História
O Schloss Ringberg foi uma criação de Luitpold Emanuel Ludwig Maria, Duque da Baviera (1890-1973), e do seu amigo Friedrich Attenhuber (1877-1947), um pintor de Munique. O duque era membro da família Wittelsbach, antigos governantes do Reino da Baviera.
Tal como o seu famoso parente, o Rei Luís II, o duque era obcecado pela construção de estruturas fantásticas. De facto, o Castelo de Neuschwanstein de Luís II inspirou o Schloss Ringberg, tendo o duque dedicado a sua vida à construção deste palácio.
Os dois homens conheceram-se na Universidade de Munique, onde o duque estudou filosofia e história da arte entre 1910 e 1914. Attenhuber deu inicialmente lições de pintura ao duque, viajando, mais tarde, pela Europa com ele. O que talvez tenha sido um caso amoroso tornou-se em algo mais, com Attenhuber a concordar supervisionar o castelo dos sonhos do duque. O resultado foi o Schloss Ringberg.
Tudo em Ringberg foi desenhado e produzido pelo próprio Attenhuber, desde a arquitectura à decoração interior, incluindo as pinturas.
Em 1930, Attenhuber fechou o seu estúdio de Munique, instalou residência permanente no palácio e mudou o seu estilo de pintura do impressionista para o realista, tendo encontrado os seus modelos nas casas de lavoura em volta de Tegernsee.
Na década de 1930, a relação entre os dois homens deteriorou-se draticamente. Attenhuber também estava amarrado ao palácio, uma vez que tinha perdido todos os seus contactos sociais e o duque não permitia que saísse dali. Em 1947, saltou para a morte a partir da torre do Schloss Ringberg.
Depois da sua morte, o Duque Luitpold continuou a dedicar todas as suas energias à construção do palácio, vendendo propriedades de família para pagar a construção e viajando mais de 50 km, desde o Hotel Vier Jahreszeiten, em Munique, para supervisionar o progresso do trabalho. Na verdade, ele nunca viveu no palácio, tendo preferido um alojamento no Hotel Bachmair quando pernoitava na região. Quando morreu, em 1973, com a idade de 82 anos, deixou o Schloss Ringberg inacabado.
Em meados da década de 1960, começou a pensar no que seria do Schloss Ringberg depois da sua morte, uma vez que não tinha herdeiros diretos. Pediu, então, às autoridades bávaras que fosse concedido ao seu palácio o estatuto de monumento histórico como forma de evitar pesados impostos, mas sua aplicação foi rejeitada.
Foi então confrontado com a escolha entre vender o Schloss Ringberg Organização Federal Alemã de Uniões do Comércio ou oferecê-lo ao Instituto Max Planck, tendo escolhido a última hipótese. O contrato foi assinado em 1967 e o palácio passou para as mãos do instituto depois da morte do duque, em 1973.

## Literature
- Helga Himen (com Heiderose Engelhardt): Ringberg Castle on Tegernsee : Swan Song of Wittelsbach Building - Place of Scientific Meetings München / Berlin: Deutscher Kunstverlag, 2008 ISBN 978-3-422-06828-5